# 6 Years - 6 Nights
6 Years - 6 Nights (6 Años - 6 Noches) es el primer sencillo del noveno álbum de Blue System, 21st Century. Es publicado en 1993 por Hanseatic M.V. y distribuido por BMG. La letra, música, arreglos y producción pertenecen a Dieter Bohlen. La coproducción estuvo a cargo de Luis Rodriguez.

## Sencillos
7" Single Hansa 74321 18976 7 (BMG), 1994
1. 6 Years - 6 Nights (Radio Mix)		3:45
2. 6 Years - 6 Nights (Instrumental)	3:45

12" Single Hansa 74321 18976 1 (BMG), 1994
1. 6 Years - 6 Nights (Radio Mix)		3:45
2. 6 Years - 6 Nights (Classic Mix)	3:43
3. 6 Years - 6 Nights (Instrumental)	3:45
4. 6 Years - 6 Nights (Prison Mix)		5:44

CD-Maxi Hansa 74321 18976 2 (BMG), 1994
1. 6 Years - 6 Nights (Radio Mix)		3:45
2. 6 Years - 6 Nights (Classic Mix)	3:43
3. 6 Years - 6 Nights (Instrumental)	3:45
4. 6 Years - 6 Nights (Prison Mix)	5:44

## Charts
El sencillo permaneció 5 semanas en el chart alemán desde el 28 de marzo de 1994 hasta el 8 de mayo de 1994. Alcanzó el #47 como máxima posición.
| Chart (1994) | Máxima posición |
| ------------ | --------------- |
| Alemania     | 47              |

## Créditos
- Composición - Dieter Bohlen
- Productor, arreglos - Dieter Bohlen
- Coproductor - Luis Rodriguez
- Diseño - Ariola, a-r-t-p-o-o-l
- Dirección de arte - Thomas Sassenbach
- Fotografía - Fryderyk Gabowicz